# Cuarteto con flauta n.º 2 (Mozart)

Retrato de familia: Maria Anna ("Nannerl") Mozart, su hermano Wolfgang, su madre Anna Maria (medallón) y su padre, Leopold Mozart.

El Cuarteto con flauta n.º 2 en sol mayor, K. 285a, de Wolfgang Amadeus Mozart es el segundo de una serie de tres cuartetos escritos para el flautista aficionado Ferdinand de Jean, compuestos probablemente entre 1777 y 1778; en efecto, esta composición figura inmediatamente después del Cuarteto con flauta n.º 1 en el catálogo Köchel.

## Estructura
La obra consta de dos movimientos:
1. Andante, 3/4
2. Tempo di Menuetto, 3/8

Su interpretación suele durar doce minutos aproximadamente.